# 何家堡乡 (宕昌县)
何家堡乡，是中华人民共和国甘肃省陇南市宕昌县下辖的一个乡镇级行政单位。

## 行政区划
何家堡乡下辖以下地区：
小堡子村、何家堡村、河口村、白水川村、吾族村、而信村、缸沟村、大草坡村、大堡子村、塔地山村和白杨村。